# Love for Sale (album de Boney M.)
Pour les articles homonymes, voir Love for Sale.
Albums de Boney M.
Take the Heat off Me
(1976) Nightflight to Venus
(1978)
Love for Sale est le titre du second album du groupe Boney M., paru en 1977.
Avec cet album, le groupe installe sa popularité en pleine vague disco, dont il est un des représentants en Europe. L'album contient les succès Ma Baker et Belfast.

## Love for Sale
Face A
- Ma Baker - 4.36 (mentionné 4.10  sur la pochette)
- Love for Sale - 4.47 (mentionné 5.10 sur la pochette)
- Belfast - 3.31
- Have You Ever Seen the Rain - 2.40 (mentionné 3.35 sur la pochette)
- Gloria, Can You Waddle - 3.57

Face B
- Plantation Boy - 4.27 (mentionné 4.58 sur la pochette)
- Motherless Child - 4.57
- Silent Lover - 4.15
- A Woman Can Change a Man - 3.33
- Still I'm Sad - 4.34

## Singles
- Ma Baker (première version - 4.47)/Still I'm sad
- Ma Baker (4.32)/Still I'm sad
- Ma Baker / Still I'm Sad (12" edition limitée pour la Belgique et les Pays-Bas)
- Ma Baker / A Woman Can Change a Man (France, Espagne, Italie)
- Ma Baker / Daddy Cool (12" États-Unis)
- Belfast / Plantation Boy
- Love for Sale (radio edit 4.15) / Gloria Can You Waddle (Allemagne - sortie annulée)

## Classements
Album : UK #60 - Norvège #2 - Suède, Autriche, Allemagne, France #1.
Ma Baker : UK #2 - Norvège, Suisse, Suède, Pays-Bas, Autriche #1 - US #96 au Billboard Hot 100 - #31 au Club Play Singles Chart
Belfast : UK #8 - Suisse #1 - Autriche #2 - Pays-Bas #3

## À noter
La version américaine propose Daddy Cool à la place de Belfast.
La pochette de l'album est la même que celle du single Ma Baker.
La sortie du single Love for Sale a été annulée alors que le single avait déjà un numéro de référence (11809 AT) pour une future commercialisation et qu'une version raccourcie de la chanson était prête.
En 1999, Ma Baker a été remixée avec un certain succès par le DJ Sash! (#6 Finlande, #10 Suède, #22 UK et dans le top 30 en Belgique, Allemagne, aux Pays-Bas et en Suisse).
L'album a été édité en CD en 1994 et en 2007 agrémenté de deux bonus : Ma Baker (Sash remix) et Stories.